# Майское дерево (фестиваль)
«Ма́йское дре́во» — фольклорный фестиваль, проводящийся в конце мая в городе Выборге, в средневековом замке.

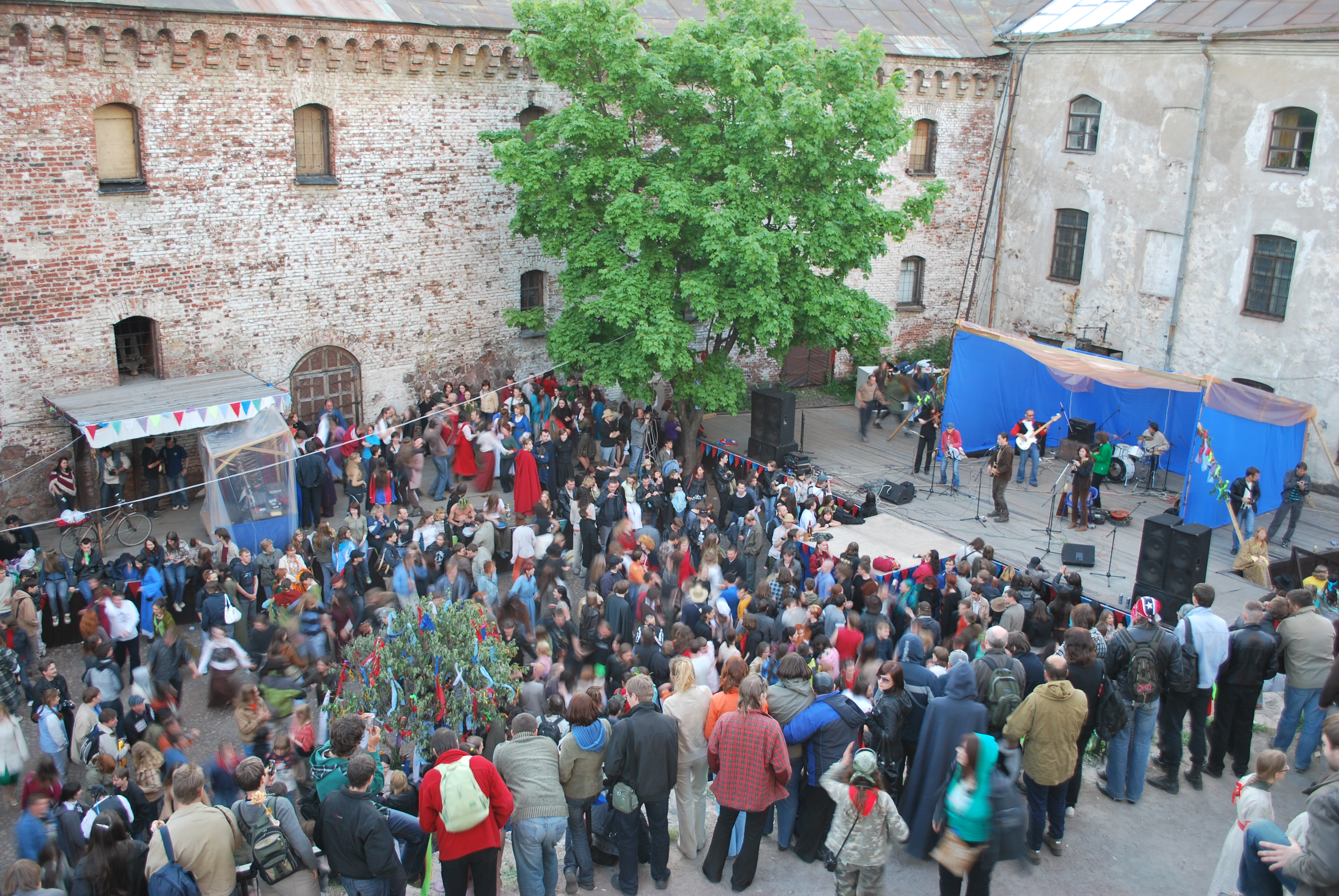
Майское древо — 2008

Представляет собой собирательный средневеково-европейский весенний праздник. Главным событием фестиваля является концерт под открытым небом музыкальных коллективов, играющих в стилях фолк и фолк-рок, таких как Тролль гнёт ель, Buhurt, Musica Radicum, Лос Мачетес и других. Помимо концерта проводится также турнир лучников, ярмарка мастеров, различные конкурсы. Любители средневековой западноевропейской культуры приезжают на «Майское древо» со всей страны, многие — в соответствующих тематике костюмах. Символ фестиваля, собственно, майское дерево, украшенное разноцветными лентами, устанавливается перед началом мероприятий на главной площади замка.